# Mighty Doom
Mighty Doom — вертикальный скролл-шутер, разработанный Alpha Dog Games и изданный Bethesda Softworks в 2023 году. Игра является частью игровой серии Doom. Основная цель игры заключается в прохождении различных уровней в жанре roguelike. Игрок прочищает себе путь через полчища демонов и прочих опасностей. В сравнении с играми основной линейки, эта игра имеет более яркий и мультяшный дизайн.
Игра получила ограниченный «мягкий запуск» в 2021 году на Android, и в марте 2023 года официально вышла по всему миру для устройств на базе Android и iOS. Игра получила смешанные отзывы от прессы; в то время как дизайн, roguelike-элементы и саундтрек удостоились похвалы, то вторичность и навязчивые микротранзации подверглись критике.

## Игровой процесс
Mighty Doom представляет собой однопользовательский вертикальный скролл-шутер с элементами roguelike, схожий с играми Archero и Tomb Raider Reloaded. В то время как основная линейка игр серии Doom характеризуется мрачной и суровой эстетикой, эта игра имеет другой подход в виде более яркого и мультяшного дизайна. Все демоны и сам Палач представлены в виде игрушек из Doom Eternal.
По сюжету игры заряд аргент-энергии оживляет игрушечную фигурку Палача Рока, называемую Палачом (англ. Slayer) или Мини-Палачом (англ. Mini Slayer). Игрушка отправляется сражаться с демонами, чтобы вернуть свою крольчиху Дейзи. Игрок управляет главным героем с помощью виртуального джойстика, также поддерживаются геймпады через Bluetooth-подключение. У Палача есть основное оружие, из которого большую часть времени автоматически ведётся огонь, и также специальное оружие, которое можно активировать вручную. Распространённый элемент мобильных игр — счётчик энергии — также присутствует в игре.
Игрок должен продвигаться по различным уровням, пробираясь через толпы демонов и ловушки окружающей среды. В процессе прохождения уровня персонаж игрока получает различные улучшения боевых характеристик. В игре также присутствует система «зверских убийств» (англ. glory kills), позволяющая добивать раненых врагов и получать за это очки здоровья. Система распространяется не только на рядовых противников, но и на боссов, с некоторым шансом получающих оглушение вместо смерти. Между боями игрок может прокачивать персонажа и его снаряжение за внутриигровую валюту.

## Разработка и выпуск
Mighty Doom была разработана для платформ под управлением Android и iOS канадским разработчиком Alpha Dog Games. В то время как основная линейка игр серии Doom характеризуется мрачной и суровой эстетикой, эта игра имеет другой подход в виде более яркого и мультяшного дизайна.
Игра была выпущена в ранний доступ в 2021 году только для Android-устройств. Предварительная регистрация стала доступна в феврале 2023 года, зарегистрированные игроки могли получить различные призы, в том числе альтернативные скины на оружие и набор Мини-Палачей. В марте 2023 года игра официально вышла по всему миру для Android и iOS.
7 мая 2024 года было объявлено, что Bethesda Softworks закрывает Alpha Dog Games, разработчика Mighty Doom, вместе с ещё несколькими студиями, с целью сокращения расходов. Из-за этого разработка Mighty Doom была остановлена. Было объявлено о закрытии игры 7 августа 2024 года. Игра станет недоступна для скачивания, а все внутриигровые покупки отключены и подлежат возврату.

## Приём
| Сводный рейтинг    | Сводный рейтинг |
| Агрегатор          | Оценка          |
| ------------------ | --------------- |
| Metacritic         | (iOS) 56/100    |
| Иноязычные издания |                 |
| Издание            | Оценка          |
| IGN                | 5/10            |

Согласно агрегатору Metacritic, Mighty Doom получила смешанные отзывы, основываясь на 6 отзывах для iOS.
IGN отрицательно оценил скачущую сложность игры, которая, по утверждению обозревателя, намеренно завышена для подталкивания игроков к покупкам. Тем не менее, мультяшный вид и roguelike-элементы были отнесены к плюсам игры.
PCMag дал игре оценку 60/100, назвав геймплей игры «средним» и вторичным, несоответствующим исходному материалу, в то же время сочетание оружия и усилений было названо наиболее примечательным аспектом игры.
Итальянский игровой журнал Multiplayer дал игре оценку 80/100, похвалив вдохновлённый Doom визуал и захватывающий метал-саундтрек. Рецензенты посчитали, что микротранзакции для полноценной игры необязательны.
Редакция iXBT заявила, что «это первая игра во вселенной DOOM, которая заслуживает того, чтобы её ненавидели», назвав попытку совместить стилистику Doom и «магазина игрушек» выглядящей «отстойно» для поклонников франшизы, и «кринжово» для поклонников мобильных игр. При этом было сказано, что «если забыть, что это DOOM, то к самой игре вопросов (почти) нет». Геймплей игры был удостоен определённой похвалы, но при этом было отмечено, что он не выдерживает конкуренцию с другими играми, и причин играть сейчас в Mighty Doom нет.